# 莊島刺鯧
莊島刺鯧為輻鰭魚綱鱸形目鯧亞目長鯧科的其中一種，分布於西北太平洋的日本北海道若狹灣、玄界灘和熊野灘海域，體長可達14公分，棲息在中層水域。

## 擴展閱讀
維基物種上的相關：莊島刺鯧